# Kedd
A kedd a hétfő és szerda közötti nap, Magyarországon a hét második napja. Jelentésének eredete: a hét ketted(ik) napja. A 'kettedik' szóból vált és rövidült az idők folyamán 'kedd'-re.

## A kedd más nyelvekben
Azokban az országokban, ahol a hét a vasárnappal kezdődik, a hét harmadik napja a kedd.
Az asztrológiában a keddet a Mars bolygóhoz, illetve az azt megszemélyesítő Mars istenhez (római hadisten, görög megfelelője Arész) kötik. Ezért a latinban a keddet Mars napjának nevezték el, s ez az elnevezés az újlatin nyelvekben is tovább él:
- latin: dies Martis
- olasz: martedì
- spanyol: martes
- francia: mardi
- román: marţi
- katalán: dimarts

A mai portugál nyelv kedd szava viszont nem a klasszikus, hanem az egyházi latin szóra vezethető vissza, melynek eredeti jelentése harmadik ünnep:
- egyházi latin: Tertia Feria
- portugál: terça-feira

A germán nyelvekben a kedd a germán hadistenről (óangol: Tiw, skandináv: Týr) kapta nevét. A kedd mai angol elnevezése az óangol Tiwesdæg (szó szerint Tiw napja) szóra nyúlik vissza:
- angol: Tuesday
- német: Dienstag
- holland: dinsdag
- svéd: tisdag
- norvég (bokmål): tirsdag
- dán: tirsdag

Tehát a Tuesday nem a two számnévből származik, ahogy azt esetleg gondolhatnánk. (A napok nevét a németben és az angolban nagy kezdőbetűvel írjuk.)
A szláv nyelvekben a „második” jelentésű számnévről (l. orosz: второй, bolgár: втори) kapta a kedd a nevét, mint a hét második napja:
- orosz: вторник
- bolgár: вторник
- lengyel: wtorek
- cseh: úterý
- szlovák: utorok
- horvát: utorak

Az orosz és a bolgár kivételével azonban a „második” jelentésű számnév idővel más alakot öltött a szláv nyelvekben (pl. lengyel drugi, cseh druhý). Így az orosz és a bolgár kivételével a „második” és a „kedd” szó közötti kapcsolat ma már nem ismerhető fel.
A finnugor nyelvek közül a finnbe a szó a skandináv nyelvekből került át (tiistai).
A japánban a kedd (火曜日 / Kayôbi) jelentése: a tűz napja. A baszk nyelvben jelentése: a hét közepe (Astearte).

## Kulturális vonatkozások
A görögöknél a kedd szerencsétlen napnak számít, mivel ezen a napon esett el Konstantinápoly. A spanyolul beszélő világban is szerencsétlen napnak számít, ahogy egy közmondás is mondja: En martes, ni te cases ni te embarques (Kedden se ne házasodj, se ne szállj hajóba!) A görögök és a spanyol anyanyelvűek babonás szokása szerint nem a péntek, hanem a kedd a szerencsétlen nap, ha 13-ára esik. A zsidó hit szerint pedig éppen az ellenkezője igaz, a kedd különösen szerencsés nap, mivel Mózes első könyvében a keddnél kétszer szerepel, hogy „látá Isten, hogy jó” (Károli-féle fordítás).

### Keddel kapcsolatos magyar szólások, közmondások
- Holnapután kiskedden

## Nevezetes keddek
- húshagyó kedd
- Patch Tuesday

## Fordítás
- Ez a szócikk részben vagy egészben a Tuesday című angol Wikipédia-szócikk fordításán alapul.  Az eredeti cikk szerkesztőit annak laptörténete sorolja fel. Ez a jelzés csupán a megfogalmazás eredetét és a szerzői jogokat jelzi, nem szolgál a cikkben szereplő információk forrásmegjelöléseként.
- Ez a szócikk részben vagy egészben a Dimarts című katalán Wikipédia-szócikk fordításán alapul.  Az eredeti cikk szerkesztőit annak laptörténete sorolja fel. Ez a jelzés csupán a megfogalmazás eredetét és a szerzői jogokat jelzi, nem szolgál a cikkben szereplő információk forrásmegjelöléseként.